# فرانكو غونزاليس
فرانكو غونزاليس (بالإسبانية: Franco González)‏ هو لاعب كرة قدم أرجنتيني في مركز الوسط، ولد في 7 مارس 1999 في Villa Tulumaya ‏ في الأرجنتين. لعب مع غودوي كروز.

## وصلات خارجية
- فرانكو غونزاليس على موقع قاعدة بيانات كرة القدم.إي يو (الإنجليزية)
- فرانكو غونزاليس على موقع Soccerway.com (الإنجليزية)